# 市川しんぺー
市川 しんぺー（いちかわ しんぺー、1964年6月12日 - ）は、日本の俳優。千葉県出身。所属事務所はゴーチ・ブラザーズ。血液型はB型。

## 人物
劇団「猫のホテル」の創設メンバーのひとりで現在も所属。猫のホテルの活動以外にも、同劇団員の中村まこととフォークデュオ「罪と罰」を結成したり、村木仁と池谷のぶえと共に演劇ユニット「おにぎり」を旗上げしたりと、劇団以外の活動も行っている。

## 出演

### テレビドラマ
- マッチポイント（2000年、NHK）
- ホステス探偵危機一髪（2000年）
- 秘書室の名探偵（2000年、CX金曜エンターテイメント）
- TRICK 第4話・第5話（2000年8月4日・11日、テレビ朝日） - オオツキ警官 役[1]
- ちゅらさん（2001年、NHK） - サラリーマン 役
- 結婚泥棒 第2話（2002年、NHK）
- 恋セヨ乙女（2002年、NHK）
- ドゥニチラブ（2003年、YVK他）
- 19borders（2004年、BS日本）
- 怨み屋本舗第1話（2006年、テレビ東京） - 御法川慶太 役
- ケータイ刑事 銭形雷
- がきんちょ～リターン・キッズ～（2006年、TBS）
- 鍵（2008年、KBS他）
- 音女 開き直るオトコ（2008年、ANB）
- トリック（2008年、ANB）
- NHK天才てれびくん ミラクルボイス(2008年）
- 名曲探偵アマデウス ～3つのジムノペディ～ - フォークデュオ・夢と希望役（2008年、NHK-BS）
- 週刊真木よう子「ひなかの金魚」（2008年、テレビ東京） - 隣人 役
- トンスラ 第5日目「巡礼」（2008年）
- ギネ～産婦人科の女たち～　第9話（2009年、NTV）
- 特命係長　只野仁（2009年、ANB）
- ママさんバレーでつかまえて　第7話 - 配達員・佐藤 役
- オトコマエ！2　第1話（2009年、NHK）
- 銀座の母のものがたり（2009年、TBS）
- 古代少女隊ドグーンV（2010年10月、毎日放送）
- タクシードライバー祇園太郎シーズン2 ナレーション（2013年、NHKワンセグ2）
- トクボウ 警察庁特殊防犯課（2014年4月、読売テレビ） 第2話 - 熊本雅夫 役
- グーグーだって猫である　第3話（2014年、WOWOW連続ドラマW）
- 吉原裏同心（2014年7月、NHK） 第6話 - 清右衛門 役
- 新ナニワ金融道（2015年1月、フジテレビ） - 大貫一郎 役
- REPLAY & DESTROY 第3話（2015年、TBS・MBS）
- まれ（2015年、NHK） - 米田信二 役
- グーグーだって猫である2（2016年、WOWOW連続ドラマW）
- 西村京太郎サスペンス　十津川捜査班10　十津川警部「悪女」（2016年、フジテレビ）
- Chef〜三ツ星の給食〜（2016年、フジテレビ） - 馬場昇一 役
- 裕次郎は死なない～心に刻まれた5つの物語（2017年、NHKBS）
- カンナさーん！（2017年、TBS）
- 過ちスクランブル（2018年10月、フジテレビ） - 相沢洋次郎　役
- 半沢直樹（2020年9月、TBS） - 野川久志　役
- だから殺せなかった（2022年、WOWOW） - 刑事 役
- 警視庁強行犯係 樋口顕 Season2（2022年、テレビ東京） - 尾田茂雄 役
- ちょい釣りダンディ（2022年、BSテレ東）
- 離婚しない男-サレ夫と悪嫁の騙し愛- 第1話（2024年、テレビ朝日） - 東野 役

### 映画
- レプリカントジョー・近未来蟹工船（1998年）
- 毒婦マチルダ（1998年）
- クロイチェル（2000年）
- 田園のユーウツ（2001年）
- 余熱（2002年）
- 1980（2003年）
- 世界の中心で、愛をさけぶ（2004年、東宝） - 写真館の客 役
- 真夜中の弥次さん喜多さん（2005年）
- Wanna be FREE!東京ガール（2006年）
- LIMIT OF LOVE 海猿（2006年、東宝） - 矢野達郎 役
- うさぎがもちつき（2007年）
- 悪夢のエレベーター(2009年)
- ダーリンは外国人（2010年）
- ソラニン（2010年）
- 裁判長!ここは懲役4年でどうすか（2010年、ゼアリズエンタープライズ） - 高橋 役
- はやぶさ/HAYABUSA（2011年、20世紀フォックス映画） - ターゲットマーカー班 藤沢 役
- キッズ・リターン　再会の時（2013年）
- 清須会議（2013年、東宝） - 佐々成政 役
- 極道大戦争（2015年）
- 変態だ（2016年）
- 葛城事件（2016年）

### ネットドラマ
- キキコミ（2008年1月4日配信、@nifty動画）第12話 - サトウケンイチ 役

### CM
- 任天堂
- 花王

### 舞台
- プロペラ犬×筋肉少女隊「アウェーインザライフ」 (2010年)
- ネルケプランニング「NECK」（2010年）
- NO MAN'S LAND（2010年、東京グローブ座）
- 真心一座 身も心も「流れ姉妹～たつことかつこ～第一章　再演」（2010年）
- 芝浦ブラウザー（2011年）
- 美男ですね（2011年、赤坂ACTシアター） - 出口 役
- おにぎり「断食」（2011年）
- パルコ・プロデュース公演「桜の園」（2012年、翻案・演出／三谷幸喜、パルコ劇場）
- 「阿呆の鼻毛で蜻蛉をつなぐ 」（2012年）
- 劇団 猫のホテル「峠越えのチャンピオン」（2012年）
- 詭弁、走れメロス（2012年）
- こまつ座＆ホリプロ公演「十一ぴきのネコ」（2012年）
- 「マクベス Macbeth」（2013年、Bunkamuraシアターコクーン）
- 劇団 猫のホテル「あの女」(2013年)
- 「二都物語」（2013年、東急シアターオーブ）
- おにぎり「トークトワミー！」（2013年）
- A Rockman Produce「パンドラの箱」（2014年）
- 劇団 猫のホテル「愛さずにはいられない」（2014年）
- こまつ座「てんぷくトリオのコント」（2014年）
- 「じゃじゃ馬ならし」（2014年）
- 浮世企画「ここにある真空」（2015年）
- 財団、江本純子 vol.8『売るものがある性』（2015年）
- 「アドルフに告ぐ」（2015年、KAAT神奈川芸術劇場）
- こまつ座＆ホリプロ公演「十一ぴきのネコ」（2015年)
- 劇団 猫のホテル「高学歴娼婦と一行のボードレール」（2015年）
- ライ王のテラス（2016年3月、赤坂ACTシアター） [2]
- 詭弁　走れメロス(2016年）
- 劇団 猫のホテル「苦労人」(2016年）
- ワンサくん -祭りにいくぞ!大脱走! -（2016年8月、シアタートラム） - カントク 役[3]
- パルコ・プロデュース「サクラパパオー」 (2017年)
- good morning N°5「豪雪」（2017年）
- 髑髏城の七人 season月（2017-2018年） - 贋鉄斎役
- パルコ・プロデュース「命売ります」（2018年）
- 劇団☆新幹線「メタルマクベス」DISK2（2018年）
- パルコ・プロデュース「ハングマン」（2018年）
- ハケンアニメ!（2019年）
- THE BANK ROBBERY!（2019年）
- イキウメ「獣の柱」（2019年）
- みみばしる（2019年）
- FORTUNE（2020年）
- 明治座「両国花錦闘士」（2020年）
- パルコ・プロデュース「トムとディックとハリー」（2020年）
- いとしの儚（2021年）
- 空想科学劇「kappa」（2021年）
- 劇団 猫のホテル「ピンク」（2021年）
- good morning N°5「異常以上ゴミ未満、又は名もなき君へ」（2021年）
- 陰陽師 生成姫（2022年）
- good morning N°5「拝啓、モリエール様ーモリエールへの挑戦状ー“ドン・ジュアン”より」（2022年）
- 加藤啓アワー「オレ産まれたぞ」（2022年）
- イキウメ「天の敵」（2022年）
- パルコ・プロデュース『桜の園』（2023年、演出/ショーン・ホームズ）
- 天才バカボンのパパなのだ（2024年）[4]
- あのよこのよ（2024年）[5]
- （遊）市川興行 第1回公演「よせばいいのに」（2024年、演出/出演）[6]
- きたやじ オン・ザ・ロード〜いざ、出立!!篇〜（2025年）[7]
- Bunkamura Production 2025「泣くロミオと怒るジュリエット2025」（2025年）[8]